# Iveta Dufková
Iveta Dufková, někdy též nesprávně Yveta (* 4. dubna 1965, Znojmo) je česká operetní a muzikálová sólová zpěvačka-sopranistka. Příležitostně vystupuje také ve filmu, v televizi, dabingu a reklamním natáčení.

## Kariéra
V dětství zpívala v Kühnově dětském sboru v Praze. Poté nastoupila na Pražské konzervatoři studium klasického zpěvu ve třídě sólistky Národního divadla, prof. Antonie Denygrové a v roce 1989 úspěšně zakončila studium. 
Od roku 1984/1985 působila v pražském Hudebním divadle v Karlíně, kde nastudovala množství hlavních rolí. Později účinkovala také v Severočeském divadle v Ústí nad Labem a v divadle J. K. Tyla v Plzni 
- Velkovévodkyně z Gerolsteinu (1984)
- Hana Glavari, Veselá vdova (Lehár (1987)
- Rose Mary, stejnojmenná opereta (Friml, 1990)
- kněžna Anna Elisa, Paganini (Lehár)
- Líza Zemi úsměvů (Lehár)
- Helena Zarembová, Polská krev (Nedbal)
- Annina, Noc v Benátkách (Strauss)
- Rosalinda, Netopýr (Strauss, 1997, 2004)
- Žofka (Saffi), Cikánský baron (Strauss).
- Emmy Carewová, Jekyll & Hyde
- Sylva Varescu, Čardášová princezna (Kalmán)
- Giuditta (Lehár)
- Tornádou Lou, Limonádový Joe
- Hraběnka Marica, (Kálmán)

S karlínskými inscenacemi i s vlastním recitálem absolvovala vystoupení např. v Německu, Nizozemsku, Itálii, Izraeli ad.

## Diskografie a ocenění
Natočila několik CD a MC (vydavatelství Multisonic Karla Vágnera) ve spolupráci s Orchestrem Václava Hybše, duety z operet s Jožkou Černým ad. Za úspěšný prodej obdržela Zlatou desku. 
Dvakrát byla nominována na Cenu Thálie.

## Osobní život
Má dceru Natálii.